# Alessandra Panaro
Alessandra Panaro (* 14. Dezember 1939 in Rom; † 1. Mai 2019 in Genf, Schweiz) war eine italienische Schauspielerin.

## Leben
Panaro begann ihre Filmkarriere 1954 (Mino Rolis Il barcaiole di Amalfi) und drehte dann als jugendliches Love Interest eine erkleckliche Anzahl an romantischen Komödien – darunter Poveri ma belli und Belle ma povere als größte Erfolge; ihre substantiellste Rolle war wohl in Luchino Viscontis Rocco und seine Brüder. Mit dem Beginn der Blütezeit des Genrefilms Anfang der 1960er Jahre erhielt auch sie Rollen in jeweils gerade angesagten Sparten, einige Male unter dem Pseudonym Topsy Collins. 1965 beendete sie (mit Ausnahme eines Films von 1976) ihre Laufbahn in der Filmbranche.
Zusammen mit Lorella De Luca moderierte sie die Fernsehshow Il Musichiere.
Sie war mit dem 1994 verstorbenen Schauspieler Giancarlo Sbragia in zweiter Ehe verheiratet.

## Filmografie (Auswahl)
- 1954: Il barcaiolo di Amalfi
- 1955: Die Verliebten (Gli innamorati)
- 1957: Ich laß mich nicht verführen (Poveri ma belli)
- 1957: Lazzarella
- 1957: Liebe und Geschwätz (Amore e chiacchiere)
- 1957: Puppe mit Pfiff (Belle ma povere)
- 1958: Totò und Peppino (Totò, Peppino e le fanatiche)
- 1959: Arme Millionäre (Poveri milionari)
- 1959: Die Nächte sind voller Gefahren (I delfini)
- 1960: Rocco und seine Brüder (Rocco e i suoi fratelli)
- 1961: Die Bacchantinnen (Le baccanti)
- 1962: Herkules, der Sohn der Götter (Ulisse contro Ercole)
- 1962: Der Sohn von Captain Blood (IL figlio del Capitan Blood)
- 1962: Das Zeichen der Musketiere (IL colpo segreto di d'Artagnan)
- 1963: Die Eroberung von Mykene (Ercole contro Moloch)
- 1963: Der Henker von Venedig (Il boia di Venezia)
- 1964: Im Tempel des weißen Elefanten (Sandok, il Maciste della giungla)
- 1965: 30 Winchester für El Diabolo (30 Winchester per El Diablo)
- 1965: Der Schatz der Azteken
- 1965: Die Pyramide des Sonnengottes
- 1976: La madama
- 2016: La notte è piccola per noi